# Средиземноморски ветрилен червей
Средиземноморските ветрилни червеи (Sabella spallanzanii) са вид многочетинести червеи от семейство Ветрилни червеи (Sabellidae).
Таксонът е описан за пръв път от Йохан Фридрих Гмелин през 1791 година.